# Pasteur (Maschine)
Ein Pasteur oder Pasteurisierer, veraltet auch Pasteutisierungsapparat, ist eine Vorrichtung, die sich den von Louis Pasteur entdeckten und nach ihm benannten Effekt der Haltbarkeitsmachung von Getränken oder Speisen zunutze macht. Sie werden auch als Wärmer bezeichnet, denn sie erwärmen das zu pasteurisierende Gut für kurze Zeit. Es gibt unterschiedliche Klassifizierungen von Pasteuern.

## Geschichtliches
Pasteutisierungsapparate wurden bald nach ihrer Erfindung dazu genutzt durch infizierte Kühe auf die Rohmilch übertragenen Tuberkulosebakterien und andere Keime abzutöten, um zu verhindern, dass sich insbesondere Säuglinge oder Schulkinder durch den Verzehr der Milch infizieren. Wie diese Apparate konzipiert waren, wurde beispielsweise 1903 im Jahresbericht der Pharmacie beschrieben, der vom Deutschen Apothekerverein herausgegeben wurde:

„Der Apparat besteht aus einem kupfernen etwa 200 l Milch fassenden Kessel, welcher in einem Wasserbade hängt, aber vom Wasser selbst nicht berührt wird. Sein ausbalanzierter [sic] Deckel trägt ein Thermometer und einen Rührer, welcher durch einen Gewichtsmotor getrieben wird, und außerdem sind im Deckel zwei Durchlüftungs-Öffnungen vorhanden. Das Wasserbad wird mit abgewogenem Holzquantum angeheizt, der Motor in Bewegung gesetzt und bald hat sich die Milch auf die verlangten 68 °C. erwärmt, worauf dann die Feuerung abgestellt wird. Das Wärmereservoir des Wasserbades ist so zu bemessen, daß die Temperatur der Milch etwa zwei Stunden lang gut konstant bleibt unter beständiger Wirkung des Rührers. […] Zuletzt läßt man die Milch rasch über einen Oberflächenkühler laufen […] von hier gelangt sie mit ca. + 6 bis + 4 °C.“

Als wichtige Voraussetzungen für den Erfolg der Vernichtung von krankheitserzeugenden Mikroorganismen wurden auf dem Weltkongress für Milchwirtschaft in den Vereinigten Staaten von Amerika im Jahr 1923 folgende Faktoren benannt:
1. Erhitzung auf nicht weniger als 145 °F.
2. Haltung der Temperatur auf nicht unter als 145 °F. während nicht weniger als 30 Minuten
3. Abkühlung der Milch auf 50 °F. oder weniger sofort nach der Haltezeit

Zugleich wurde davor gewarnt, dass sogenannte Pasteutisierungsapparate, die diese Vorgaben nicht einhalten ein ernsthaftes Risiko für die Gesundheit der Bevölkerung darstellen. Daher wurde gefordert, dass derartige Apparate, die nicht über geeignete Bottiche zur Einhaltung der Temperatur über den Mindestzeitraum verfügten, per Gesetz verboten werden sollten.
Auf dieser Erkenntnis wurden für den Hausgebrauch einfache Einkochtöpfe entwickelt in denen zum einen Behälter sterilisiert und zum anderen Vorräte (Säfte, Obst, Gemüse, Pilze oder Fleischgerichte) durch Einkochen haltbar gemacht werden konnten.

## Produktpasteure
Hierbei wird das Produkt selbst direkt erhitzt, z. B. wird Milch mittels Röhrenwärmetauscher oder Plattenwärmetauscher direkt erhitzt und auf diese Weise haltbar gemacht. Die Abfüllung des Produkts in die Behälter (Schlauchbeutel, Flaschen, …) findet erst nach der Pasteurisierung statt.

## Behälterpasteure
Hierbei wird das Gut zunächst in die Behälter, meistens Flaschen, abgefüllt. Dabei sind die Maschinen meistens nur lange Tunnel, in denen z. B. Bierflaschen (bereits mit Bier gefüllt und verschlossen) mit Wasser bespritzt werden, während sie auf einem Transportband durch die Maschine gefahren werden. Auf diese Weise wird der Inhalt (hier: das Bier) für eine bestimmte Zeit auf eine höhere Temperatur gebracht, bis die geforderte Pasteurisiertemperatur erreicht wird.

## Unterarten von Pasteuren (je nach Gebrauch)
- Elektro-Pasteur – das Gerät wird elektrisch beheizt.
- Gas- oder Öl-Pasteur – Gas oder Öl wird zum Erhitzen verwendet.
- Plattenpasteur – ein Gerät, das über einen Plattenwärmeaustauscher verfügt. Geeignet beispielsweise für die Wärmebehandlung von Milch, Roheiern, Margarine, Bier, Wein oder Säften.
- Röhrenpasteur – ein Gerät, das über einen Röhrenwärmetauscher (Rohr-in-Rohr-Wärmetauscher) verfügt. Dabei werden das zu pasteurisierende Gut und die Heizflüssigkeit gemeinsam durch ein Doppelrohr geführt.
- Tunnelpasteur oder Tunnel-Pasteurisierer – ein Tunnel durch den das bereits abgefüllte und verschlossene Gut (Getränke, Konserven …) geleitet und mit Wasser bespritzt oder besprenkelt wird.[3] So lassen sich auch Kohlensäurehaltige Produkte Pasteurisieren.